# Baloda Bazar
Baloda Bazar là một thị xã và là một nagar panchayat của quận Raipur thuộc bang Chhattisgarh, Ấn Độ.

## Nhân khẩu
Theo điều tra dân số năm 2001 của Ấn Độ, Baloda Bazar có dân số 22.853 người. Phái nam chiếm 51% tổng số dân và phái nữ chiếm 49%. Baloda Bazar có tỷ lệ 69% biết đọc biết viết, cao hơn tỷ lệ trung bình toàn quốc là 59,5%: tỷ lệ cho phái nam là 77%, và tỷ lệ cho phái nữ là 61%. Tại Baloda Bazar, 14% dân số nhỏ hơn 6 tuổi.